# 내해 이사금
내해이사금(奈解泥師今, ? ~230년, 재위: 196년~230년)은 신라의 제10대 왕이며, 이사금의 칭호를 사용한 8번째 왕이다. 다른 이름은 엽(燁)이다.
벌휴이사금의 손자이며 어머니는 내례(內禮)부인이며, 비는 석씨로 조분이사금의 누이이다. 벌휴이사금의 태자인 석골정(昔骨正)과 석이매(昔伊買)가 먼저 죽고 석골정(昔骨正)의 아들(조분이사금)이 어려 이매의 아들 내해가 왕이 되었다.

## 생애
성은 석씨(昔氏) 아버지는 벌휴이사금(伐休尼師今)의 아들인 이매(伊買)이고 어머니는 내례부인(內禮夫人)이다. 사후 아버지 이매를 헌성대왕(憲聖大王)에 추존하였다 한다. 벌휴이사금의 태자인 석골정(昔骨正)과 둘째 아들 석이매가 일찍 죽고 적손인 석골정의 아들 조분(助賁)이 어렸기 때문에 왕이 되었다. 비(妃)는 조분 이사금의 누이 석씨로서 사촌간에 근친결혼을 했다. 자녀로는 태자 우로(于老)와 조분이사금의 비가 된 딸 아이혜(阿爾兮)가 있다. 병마사(兵馬事)를 관장했던 이벌찬 이음(利音)은 그의 이부형이다.

## 치세
재위중 자주 백제의 침입을 받았다. 214년 백제군이 요차성(腰車城)을 공격해오자 반격에 나서 백제의 사현성(沙峴城)을 함락시켰다. 218년 백제가 장산성(獐山城)에 침입해오자 직접 군대를 이끌고 나가 격퇴했다. 이밖에 가야와 밀접한 교류를 했다.
- 199년 음력 7월 백제가 국경을 침범하였으나, 자세한 기록은 없다.
- 201년 음력 2월 가야와 화친을 요청하였다.
- 203년 음력 10월에는 말갈의 공격을 받았다.
- 207년 왕자 이음(利音), 혹은 내음(奈音)을 이벌찬으로 임명했다.
- 208년 음력 2월 왜가 국경을 침범하자 이음을 보내 막게 하였다.
- 209년 포상팔국(浦上八國)이 가야를 침략하고자 해 신라에 구원을 요청하자, 태자 우로(于老)와 이벌찬 이음에게 명해 진한 6부의 병사를 이끌고 구원하게 하였다. 팔국의 장군을 죽이고 포로 6천여를 구해냈다.
- 212년 가야의 왕자를 볼모로 받았다.
- 214년 음력 7월 백제가 요거성(腰車城)을 공격, 요거성주 설부(薛夫)를 죽이자, 이음을 보내 6천여 병사로 백제를 치게 하여 사현성(沙峴城)을 공격하였다.
- 218년 백제가 다시 공격해 장산성(獐山城)을 포위하자 이사금이 친정하여 격퇴하였다.
- 220년 왕자이자 이벌찬인 이음이 죽어 충훤을 이벌찬으로 삼았다.
- 222년 음력 10월 백제가 우두주(牛頭州)를 공격, 충훤이 막았으나 웅곡(熊谷)에서 적에 피해 홀로 도망치니, 이사금이 충훤을 강직시키고 연진을 새 이벌찬으로 삼았다.
- 224년 연진은 음력 7월 봉산(烽山) 아래에서 백제와 싸워 승리하고 1천기를 죽이고 사로잡은 뒤 음력 8월 봉산에 성을 쌓았다.

## 가계
- 조부 : 9대왕 벌휴 이사금
  - 아버지 : 석이매(昔伊買)
- 외조부 : 6대왕 지마 이사금
- 외조모 : 애례부인 김씨(愛禮夫人 金氏) - 갈문왕 마제(摩帝)의 딸
  - 어머니 : 내례부인(內禮夫人) 박씨 - 아달라 이사금과 결혼 , 후에 석이매와 결혼
  - 아달라 이사금: 8대왕-박씨
    - 이부형 : 박이음(昔利音)
- 왕비 : 아루부인(석골정(昔骨正)의 딸)
  - 딸 : 아이혜부인(阿爾兮夫人)
  - 사위 : 11대왕 조분 이사금(助賁泥師今)
    - 외손녀 : 명원부인 석씨
    - 외손녀 : 광명부인 석씨
    - 외손자: 이찬 석걸숙(昔乞淑)
      - 외증손자: 15대왕 기림 이사금

  - 아들 겸 외손서 : 석우로(昔于老)
  - 며느리 겸 외손녀 : 명원부인 석씨
    - 손자 겸 외증손자 : 16대왕 흘해 이사금

  - 아들 : 내음 갈문왕(昔奈葛文王)

## 같이 보기
- 고구려
  - 고국천왕 (179년 ~ 197년)
  - 산상왕 (197년 ~ 227년)
  - 동천왕 (227년 ~ 248년)
- 백제
  - 초고왕 (166년 ~ 214년)
  - 구수왕 (214년 ~ 234년)
- 가야
  - 김수로왕 (42년? ~ 199년)
  - 거등왕 (199년 ~ 253년)

## 참고 문헌
- 김부식 (1145), 《삼국사기》 〈권2〉 내해 이사금 조(條)

| 전 대 벌휴 이사금 | 제10대 신라 국왕 196년 - 230년 | 후 대 조분 이사금 |